# 천인청원
천인청원(Millenary Petition)은 1603년에 청교도 목회자 천명이 제임스 1세에게 보낸 청원서이다.  이 때는 바로 제임스 1세가 잉글랜드의 왕위에 오르기 위해 런던으로 향하던 때였다.  이 문서에 적힌 내용은 대부분 기각되었고, 제임스 1세가 킹제임스 성경을 만드는 계기가 되었다.

## 요구사항
- 세례시 성호를 긋는 행위를 금할 것.
- 견진성사를 금할 것.
- 평신도에 의한 세례를 금할 것.
- 결혼식에 반지 사용을 금할 것.
- 예수의 이름으로 고개 숙이는 행위를 금할 것.
- 중백의와 모자 사용을 금할 것.
- 다중직을 제공하는 것과 급료 제공을 금할 것.

## 같이 보기
- 성공회